# Wladimir Spider Sabich
Wladimir Sabich, né le 10 janvier 1945 à Sacramento et mort le  21 mars 1976 est un skieur alpin américain.

## Biographie
Wladimir Sabich est originaire du village de Kyburz (Californie). Il a été surnommé « anglais : Spider Sabich » par ses fans. Il meurt à 31 ans seulement le 21 mars 1976 à Aspen dans le Colorado d'une hémorragie péritonéale dans des circonstances troubles. Selon sa compagne présente au moment du drame, l'actrice et chanteuse Claudine Longet, Wladimir Sabich se serait blessé accidentellement avec son revolver alors qu'il était en train de lui montrer comment s'en servir, le coup étant parti brutalement. Elle est condamnée à un mois de prison ferme et deux ans avec sursis pour homicide involontaire. Une expertise de l'arme du crime montra que le cran de sûreté était défectueux.

## Coupe du monde
- Meilleur résultat au classement général : 11e en 1969
  - 1 victoire : 1 slalom

### Saison par saison
- Coupe du monde 1967 :
  - Classement général : 34e
- Coupe du monde 1968 :
  - Classement général : 17e
    - 1 victoire en slalom : Heavenly Valley
- Coupe du monde 1969 :
  - Classement général : 11e
- Coupe du monde 1970 :
  - Classement général : 30e

## Arlberg-Kandahar
- Meilleur résultat : 8e place dans la descente 1969 à Sankt Anton